# NewB
Pour le paronyme d'origine anglaise désignant un novice dans le domaine du jeu vidéo ou d'Internet, voir Newbie.
NewB est une coopérative financière belge. Sa mission : mettre l’argent au service d’une société respectueuse de la planète et des droits humains.
NewB est une coopérative par et pour les citoyens : chaque personne possède une voix, quel que soit son investissement dans la coopérative. De cette façon, les coopérateurs ont la garantie que leurs valeurs seront toujours respectées.

## Histoire
Le projet débute en 2011, suite de la crise bancaire et financière de l'automne 2008, à l’initiative de 24 organisations rassemblées autour d'un projet de banque éthique et durable,,. Parmi ces fondateurs figure des organisations syndicales, Greenpeace, Financité, le Centre national de coopération au développement, Inter-Environnement Bruxelles, les Îles de Paix, Médecins du monde, Oxfam[réf. souhaitée].
À partir de 2013, à la suite d'une campagne de souscription, vingt-quatre associations rejoignirent le projet ainsi que plus de 40 000 citoyens.
En 2014, les coopérateurs définissent le projet politique d’investissement de la future banque. En juin, les sociétaires de NewB développent une série de produits pour soutenir le projet bancaire[Lesquels ?],. Cette même année, la société se voit refusée la licence bancaire.
En 2016, la coopérative lance une carte bancaire prépayée, nommée GoodPay et une application mobile, NewB Together. Chaque utilisation permet un don de 0,05 € à une organisation caritative de son choix,.
Fin 2016, le groupe mutualiste d’assurance français Monceau-Assurances investit 10 millions d'euros au capital.
En 2017, la coopérative crée une nouvelle identité visuelle et un système de financement participatif, le nombre de coopérateurs passe à 50 000 en apportant avec eux 2,5 millions de parts nouvelles.

### Bataille pour l'obtention de la licence bancaire
En avril 2018, NewB poursuit ses démarches pour obtenir la licence bancaire. Mais deux raisons principales rendent cette tâche compliquée : premièrement, suite de la crise financière de 2008, la réglementation fut renforcée au niveau des candidatures bancaires ; deuxièmement, les taux d’intérêt sont au plus bas et donc les marges sur la plupart des produits ont fortement baissé. Faute de pouvoir lancer des produits bancaires, ce sont alors des produits d'assurance telle que l'assurance auto qui seront lancés en juin 2018 en intermédiation et en collaboration avec le groupe français Monceau-Assurances.
En 2019, NewB lance une nouvelle collecte de fonds, sous la forme d'une offre publique de parts ouverte du 25 octobre au 27 novembre, avec comme objectif d'atteindre le montant minimum de 30.000.000 d'euros indispensable à l'obtention d'un agrément bancaire. Pour cet appel, la coopérative réalise une campagne de communication d'envergure. Le 27 novembre, le montant des 30 000 000 d'euros est atteint, dont les 10 derniers millions récoltés les deux derniers jours de la collecte,,,,. 77 000 souscripteurs, d'une médiane d'age de 29 ans, participent à cette souscription. Malgré les réticences de la Société régionale d'investissement de Wallonie, le gouvernement wallon investit 400 000 euros en soutien à la dynamique citoyenne. Cette participation se fera au travers de sa filiale spécialisée dans l'économie sociale et coopérative, Sowecsom. La Région de Bruxelles-Capitale contribue à hauteur de 400 000 euros ainsi que l’Université libre de Bruxelles, l’Université catholique de Louvain et l'Université Saint-Louis - Bruxelles pour un montant total de 400 000 euros,.
À la suite de la réussite, la campagne est prolongée au 4 décembre à minuit avec une clôture automatique une fois les 35 millions d'euros atteint. Cette prolongation fut possible grâce à l'engouement des derniers jours de la campagne. Le 31 janvier 2020, la Banque centrale européenne confirme officiellement que NewB obtient une licence bancaire alors que la coopérative prévoit d'ouvrir progressivement ses premiers produits bancaires à ses coopérateurs avant 2021. Les premiers comptes de la banque sont ouverts le 10 novembre avec un coût qui n'est pas déterminé par un montant fixe, mais selon une démarche alors inédite dans le monde financier que représente le prix libre qui offre la liberté aux souscripteurs de choisir sa participation en référence à un prix conseillé. Depuis le 22 avril 2021 enfin, la création de compte bancaire par de nouveaux coopérateurs fut rendue possible.

### Fin de la licence bancaire
Fin octobre 2022, NewB annonce mettre fin à ses activités bancaires, à la suite de la demande de la Banque Nationale de Belgique de rendre sa licence bancaire dans les plus brefs délais. NewB n'ayant pas réussi à réunir suffisamment de capitaux supplémentaires (40 millions d'euros) dans sa première année d'opérations, la coopérative se voit contrainte de mettre progressivement fin à ses activités en tant que banque avant que la licence bancaire ne lui soit officiellement enlevée.
Le 25 novembre 2022, NewB est placé sous la supervision d'un administrateur judiciaire, Michel de Wolf, à la suite d'une requête unilatérale d'extrême urgence initiée par deux coopérateurs de la banque, dont Finance & Invest.Brussels. L'ordonnance du Tribunal de l'entreprise de Bruxelles destitue également le conseil d'administration de NewB et annule l'assemblée générale spéciale censée se tenir le 26 novembre 2022. Face à la révocation de sa licence bancaire, la banque avait proposé, in extremis, un partenariat avec la banque VDK afin de déléguer ses activités bancaires. Les deux plaignants pointaient un vice de procédure, ce partenariat n'ayant pas été inscrit à temps à l'ordre du jour de l'assemblée générale. M. De Wolf propose alors la tenue d'une nouvelle assemblée générale à courte échéance pour statuer sur le nouveau partenariat conformément aux statuts de NewB. Trois jours plus tard, le 28 novembre, le président du tribunal de l'entreprise de Bruxelles, après avoir examiné une action en tierce-opposition initiée par NewB, rétracte son ordonnance du 25 novembre et restaure le conseil d'administration dans l'ensemble de ses compétences. Les deux parties trouvent un accord pour redéfinir les contours de la mission de M. Michel De Wolf, devenu entretemps "mandataire ad hoc". Une nouvelle assemblée générale est convoquée le 17 décembre 2022, au cours de laquelle les coopérateurs doivent se prononcer sur l'avenir de la coopérative, et plus précisément sur le projet de partenariat avec la banque VDK.
Lors de l’assemblée générale du 17 décembre, le mandataire ad hoc Pr. Michel De Wolf, qui préside les débats, décide de ne pas procéder au vote formel de la résolution initialement prévue à l’ordre du jour, jugeant que la tenue du vote ne pourrait pas se faire dans des conditions satisfaisantes pour l'ensemble des parties prenantes, mais de constater un consensus sur le projet de partenariat avec VDK banque et de mettre en place un groupe de travail composé de coopératrices et coopérateurs disposant d’une expertise financière afin d’analyser le plan d'affaires lié au partenariat avec VDK banque. Un vote formel sur les modifications aux statuts de la coopérative nécessaires pour entériner le partenariat avec VDK banque aura lieu lors d’une nouvelle assemblée générale convoquée le 14 janvier 2023.

### Constitution d'une agence bancaire
L’assemblée générale extraordinaire du 14 janvier 2023 approuve la modification des statuts qui permet à NewB d’agir en tant qu’agent intermédiaire de vdk banque. Cette évolution implique la mise en place d’une nouvelle structure d’envergure réduite.
Depuis le 1ᵉʳ avril 2023, NewB agit donc en tant qu'agence bancaire et d'investissement de vdk banque. NewB, en tant qu’intermédiaire, propose ainsi une gamme étendue de produits : des comptes courants, des comptes d’épargne, des cartes de débit, des cartes de crédit, des prêts, des fonds de placement, des produits d’épargne-pension, des obligations, etc.

## Particularités
La coopérative NewB repose sur trois piliers essentiels et égaux que sont le citoyen, la société et les investisseurs, Ses activités bancaires sont décrites comme « éthiques, transparentes et 100% tournées vers la transition énergétique » avec des crédits entièrement consacrés à la mobilité douce, la performance énergétique des bâtiments et à la production d'énergie renouvelable. En tant que banque, la coopérative s'oppose à la spéculation, au bonus ou voiture de société dont les clients sont aussi propriétaires. La répartition des salaires au sein de son personnel respecte une règle selon laquelle le collaborateur le mieux rémunéré ne peut avoir un salaire plus de 5 fois plus élevé au salaire le plus bas fourni par la coopérative.